# 扬州湖北会馆
湖北会馆，位于江苏省扬州市南河下114-2号，由湖北籍盐商建于清末同治年间。在南河下盐商街区的众多会馆中，湖北会馆的位置距离钞关最近，又紧邻引市街及盐商汪鲁门宅第。
1950年代，湖北会馆被工厂占用。1980年代又改为民居。
湖北会馆原有五进。门厅和后宅已不存在。现存楠木大厅和串楼，在2008年经过了修缮。
1962年，湖北会馆的楠木大厅被列为扬州市文物保护单位，2008年1月8日，整个湖北会馆成为扬州市文物保护单位。